# Knoblauchsuppe

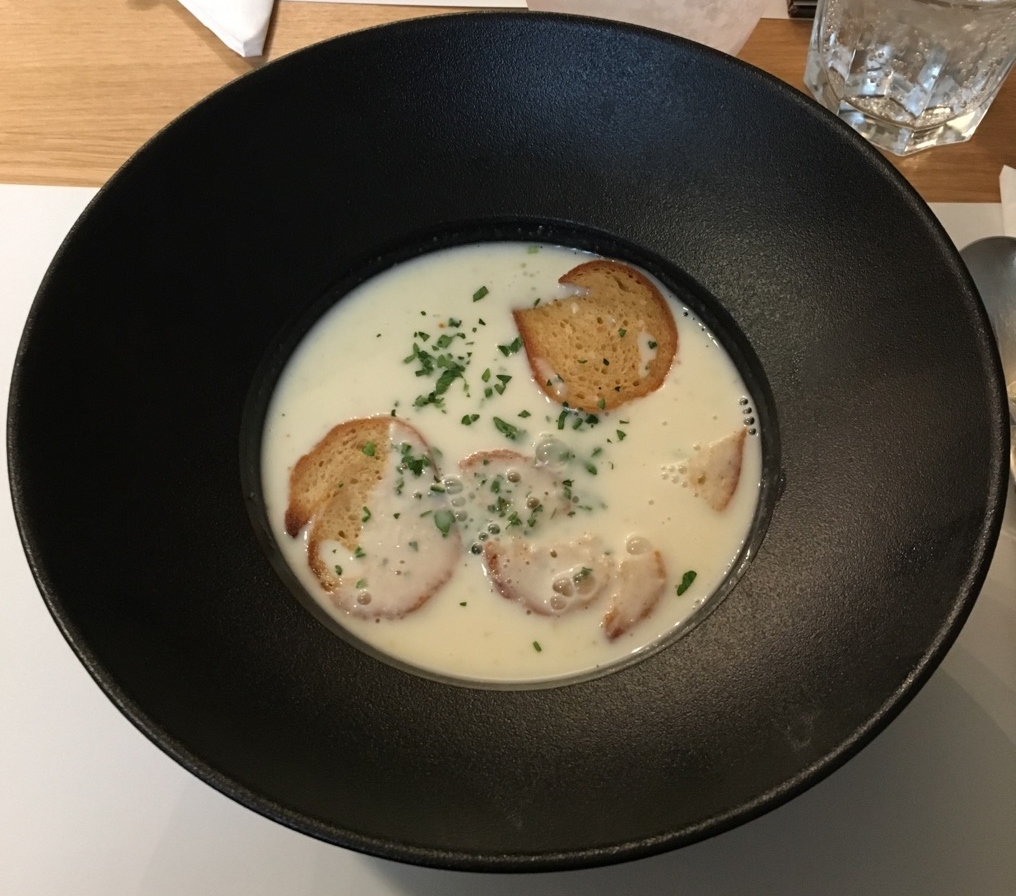
Knoblauchsuppe

Knoblauchsuppe ist in den Küchen vieler Länder traditionell und wird auf unterschiedlichste Weisen zubereitet; dieser Suppe wird viel Knoblauch zugesetzt.
In deutscher Sprache sind schriftliche Erwähnungen aus dem 17. Jahrhundert erhalten: Brühlin von knobloch wird 1616 im Wörterbuch Teutsche Sprach und Weissheit erwähnt, Süpplein mit Knoblauch zu kochen wird 1662 als medizinisches Mittel bei Schlangenbissen empfohlen, und Knoblochsuppe wird im Lexikon des Kaspar von Stieler von 1691 angegeben. Knoblauch war ein vielbeschriebenes Volksheilmittel, so z. B. das im Jahr 1556 beschriebene „Knoblauchwasser“, die Knoblauchsuppe wurde aber auch unter heute noch bekannten Suppen in einer Studie des Michael Pexenfelder von 1687 aufgezählt.
Ein frühes Rezept zur Herstellung einer Knoblauchsuppe ist in einem Nürnbergischen Kochbuch von 1734 erhalten. In Österreich wird der Genuss einer guten Knoblauchsuppe in der Pestbeschreibung und Infections-Ordnung von 1713 angeraten.

## Definition
Aus den allgemeinen Beurteilungsmerkmalen der „Richtlinie zur Beurteilung von Suppen und Soßen“ geht hervor, dass Suppen, deren Bezeichnung auf bestimmte Zutaten hinweisen, diese in sensorisch ausreichender und handelsüblicher Menge enthalten. Bestimmte Eigenschaften in der Bezeichnung werden nur hervorgehoben, wenn dies sensorisch gerechtfertigt ist.

## Regionale Zubereitungsarten

### Frankreich

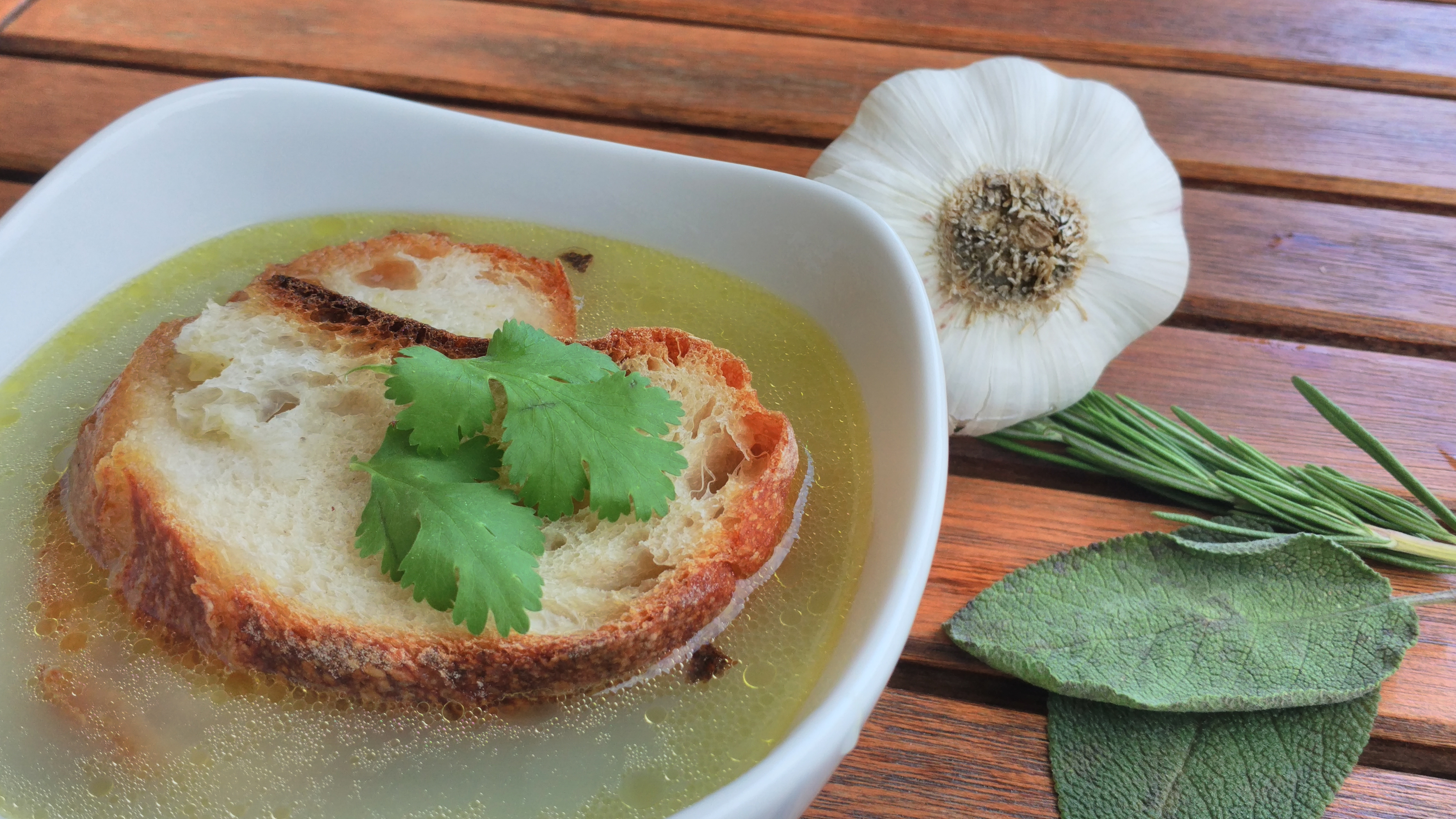
Aigo boulido

Aigo boulido (franz. eau bouillie; deutsch: gekochtes Wasser) ist eine provenzalische Wassersuppe, die mit Sago gebunden, sonst aber ausschließlich aus Knoblauch und Salbeiblättern zubereitet wird.

### Österreich
Die österreichische Küche kennt verschiedene Arten der Knoflsuppe (Knoblauchsuppen); sie kommt als schlichte Einbrennsuppe, aus Hühner- oder Rindssuppe mit Gemüse und Croutons, oder als Knoblauchcremesuppe zubereitet auf den Tisch.

### Spanien

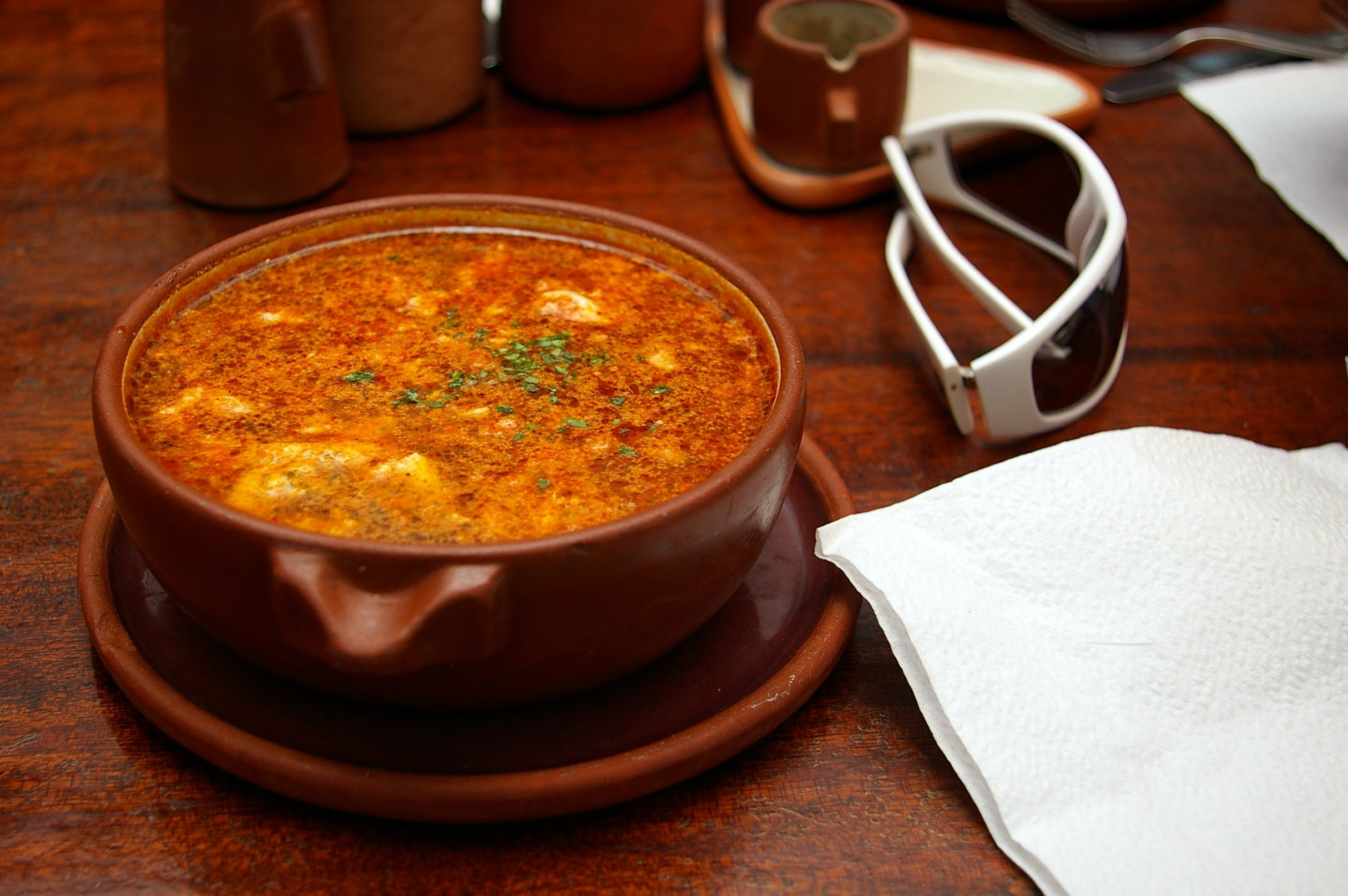
Sopa de ajo

In der spanischen und balearischen Küche ist sopa de ajo eine traditionelle Knoblauchsuppe mit pochiertem Ei in Hühnerbrühe mit viel Knoblauch und Sherry. Sopa ajo blanco oder kurz ajo blanco ist eine Mandelsuppe mit viel Knoblauch.

### Tschechien

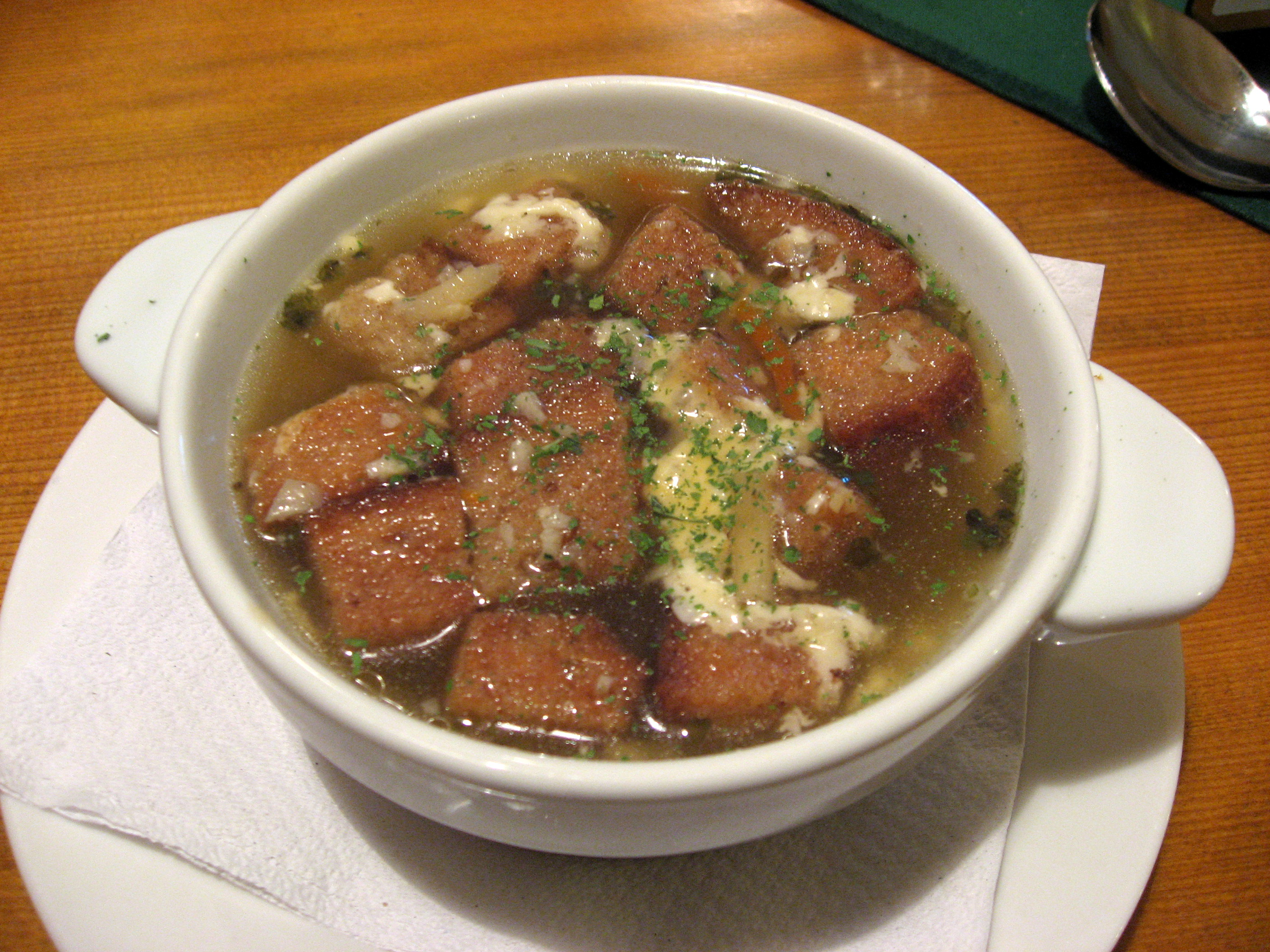
česnečka

In der böhmischen Küche wird Knoblauchsuppe česnečka oder auch oukrop (oukrop bedeutet heißes Wasser) genannt. Sie wird mit Kartoffeln und/oder Brot, manchmal mit Käse, Schinken oder Eiern gemacht, und mit geröstetem Brot gegessen.

### Polen
In Polen gibt es eine Knoblauchsuppe namens zupa czosnkowa oder auch zupa postna na gwoździu.